# Symphurus trewavasae
Symphurus trewavasae es una especie de pez de la familia Cynoglossidae en el orden de los Pleuronectiformes.

## Distribución geográfica
Se encuentran desde el sureste del Brasil hasta la costa central de Argentina.